# Pecadora (telenovela)
Pecadora est une telenovela vénézuélienne diffusée en 2009 - 2010 par Venevisión. Filmée à Miami, Floride (États-Unis).

## Distribution
- Litzy - Lucecita Mendoza
- Eduardo Capetillo - Bruno Alcocer
- Marjorie de Sousa - Samantha Sabater
- Daniel Elbitar - Ricardo Pérez
- Maritza Bustamante - Bárbara "Barbie"
- Paulo Quevedo - El Mechas / Adalberto
- Lina Santos - Muñeca / Fernanda
- Ariel López Padilla - Gregorio
- Roberto Vander - Cayetano
- Sergio Kleiner - Don Genaro Sabater
- Susana Pérez - Angela Vda. de Alcocer
- Héctor Soberón - Carlos
- Liannet Borrego - Reyna
- Paloma Marquez - Dulce
- Karina Mora - Genoveva †
- Julio Capote  - Eladio
- Juan Troya -   Inspector Tulio Hernandez
- Julieta Rosen - Ámbar
- Carlos Yustis - Pancho
- Rafael Mercadente - Andres
- Silvana Arias (en)  - Violeta
- Brenda Requier - Romina
- Jessica Cerezo - Rosy
- Eduardo Antonio -

## Diffusion internationale
- Venezuela : Venevisión
- International :  Novelísima
- Espagne : TVE Canarias
- Colombie : Canal Caracol
- Uruguay : Canal 10
- Équateur : TC Televisión
- République dominicaine : Telemicro / Venevisión Plus Dominicana
- Mexique : Cadenatres
- Bulgarie :Zone Romantica / Diema Family
- Pérou : Frecuencia Latina
- Paraguay : Paravisión

## Versions
- Mexique : Como en el cine (2001) produit par TV Azteca.